# Danska-Norveška
Danska-Norveška je naziv za bivši politički entitet, uniju, koja se sastojala od kraljevina Danske i Norveške, uključujući norveške teritorije Island, Grenland i Farske otoke. 
Poslije raspada Kalmarske unije, dvije kraljevine su ušle u personalnu uniju 1536. i koja je trajala do 1814. godine. Termin Kraljevina Danska se ponekad koristio za naziv u periodu od 1536. – 1814., zato što je političko i ekonomsko središte bilo u Kopenhagenu, Danskoj. Administrativno su se koristili danski i njemački jezik. Norveška državnost je u savezu bila samo nominalna, te se zapravo iz Danske upravljalo izravno pokrajinama u Norveškoj, uz korištenje danskog kao službenog jezika.
Nakon što je Danska-Norveška ratovala na Napoleonovoj strani te je njena flota predstavljala ozbiljnu protutežu britanskoj. Poslije Napoleonskih ratova je Danska monarhija bila prisiljena Mirom u Kielu 1814. godine prepustiti Kraljevinu Norvešku vlasti Švedske krune. Pritom su Island, Farski otoci i Grenland prepušteni Kraljevini Danskoj.
Norvežani su se oružano suprotstavili uspostavi švedske vlasti te je nakon Švedsko-Norveškog rata 1814. godine ujedinjena Norveška ušla tek u personalnu uniju sa Švedskim Carstvom, pri čemu je Švedska imala daleko manje vlasti nad Norveškom nego što je Danska imala.
Godine 1904. će Norveška postati neovisnom od Švedske, uz uspostavljanje monarhije koja je potekla iz švedske kraljevske kuće. Island će neovisnost od Danske ostvariti 1918. godine, zadržavši personalnu uniju s Danskom- koja je prestala kada je 1944. godine prekinuo vezu s Danskom koja je od travnja 1940. god. bila pod njemačkom okupacijom (dok su Island u svibnju 1940. godine okupirale britanske trupe) te je Island postao republikom. Grenland je do danas ostao pod danskom vlašću.